# Cruralispennia

Rekonstruktion von Cruralispennia

Cruralispennia ist eine ausgestorbene Gattung der Enantiornithes. Der Gattungsname leitet sich vom lateinischen crus „Unterschenkel“ und penna „Stiftfeder“ ab. Die Artenbezeichnung bedeutet „mehrzahnig“ und bezieht sich auf die hohe Anzahl von Zähnen im Vergleich zu anderen Enantiornithes. Die Benennung und Beschreibung erfolgte 2017 durch Min Wang, Jingmai K O’Connor, Pan Yanhong und Zhonghe Zhou.

## Überreste
Das einzig bekannte Fossil (Holotyp IVPP 21711) wurde in der Huajiying Formation entdeckt, welche im heutigen China liegt. Es zeigt ein fast vollständiges Skelett mit Resten des Federkleids. Die Überreste werden auf ca. 130,7 Millionen Jahre alt geschätzt.

## Größe und Besonderheiten
Cruralispennia waren kleine Vögel mit einer Flügelspannweite von ungefähr 30 cm. Das Pygostyl ist kurz, breit und endet in einer distal nach oben gebogenen Spitze. Diese Pflugform ist untypisch für Enantiornithes, die üblicherweise einen stab- bzw. speerförmigen Pygostyl besitzen. Das Becken ist in Querrichtung flach. Die Rückseite des Darmbeins ist kurz und stark nach unten gerichtet. Der obere Vorsprung der Hinterkante des Sitzbeins befindet sich in einer relativ niedrigen Position. Das Schambein hat keinen „Fuß“.

## Wachstum
Knochenuntersuchungen der Überreste ergaben, dass es sich um ein junges erwachsenes Exemplar handelte. Es wird vermutet, dass Cruralispennia innerhalb eines Jahres ihre maximale Größe erreichten. Hier unterscheidet sich die Gattung von anderen Enantiornithes, die typischerweise mehrere Jahre wuchsen.